# Provenierskerk
De Onze Lieve Vrouw Koningin van de Heilige Rozenkranskerk, ook bekend als de Provenierskerk of Provenierssingelkerk, was een rooms-katholieke kerk aan de Provenierssingel in Rotterdam.

## Geschiedenis
De kerk werd tussen 1898 en 1899 gebouwd door het architectenbureau van Albert Margry en Jozef Snickers. Margry ontwierp een driebeukige kerk in neogotische stijl, met een toren direct naast de façade. De Provenierskerk werd op 8 mei 1899 ingewijd door de bisschop van Haarlem. De eerste jaren beschikte de kerk niet over klokken, deze werden pas in 1910 geplaatst. In 1916 kreeg de kerk ook een orgel. Aan de zijmuren in de kerk hing een bijzondere kruiswegstatie, die was gemaakt door de Delftse fabriek De Porceleyne Fles. Een marmeren communiebank werd in 1914 in de kerk geplaatst. De kerk werd bediend door de paters dominicanen.
De eerste jaren viel de kerk onder de parochie van de Allerheiligst Hart van Jezuskerk aan de Van Oldenbarneveltstraat, maar in 1923 werd de Provenierskerk een zelfstandige parochiekerk. In de jaren voor de Tweede Wereldoorlog had de wijk een katholiek karakter en werd de kerk druk bezocht. De Provenierskerk kwam ongeschonden uit het Bombardement van Rotterdam en werd in deze periode ook gebruikt door de gelovigen van andere parochies, waarvan de kerk wel verwoest was. Tijdens de oorlog organiseerde pater Apeldoorn het lokale verzet vanuit deze kerk. In 1942 werden de kerkklokken door de Duitsers geroofd. De klokken werden in 1947 vervangen. 

### Einde
In de jaren 1960 liep het aantal gelovigen sterk terug en was het niet meer rendabel om de kerk open te houden. Na de laatste mis op 31 augustus 1975 werd de kerk verkocht aan de gemeente Rotterdam, die het gebouw vervolgens liet slopen. In tegenstelling tot veel andere met sloop bedreigde kerken zijn er voor de Provenierskerk nooit acties gevoerd om de kerk te behouden. De kerk had ook geen monumentale status. 
Op de plaats van de kerk werd een verzorgingstehuis gebouwd. De kruiswegstaties en het Mariabeeld bleven behouden en werden vóór de sloop overgebracht naar de Albertus de Grotekerk in Blijdorp.